# Leon Hojniak

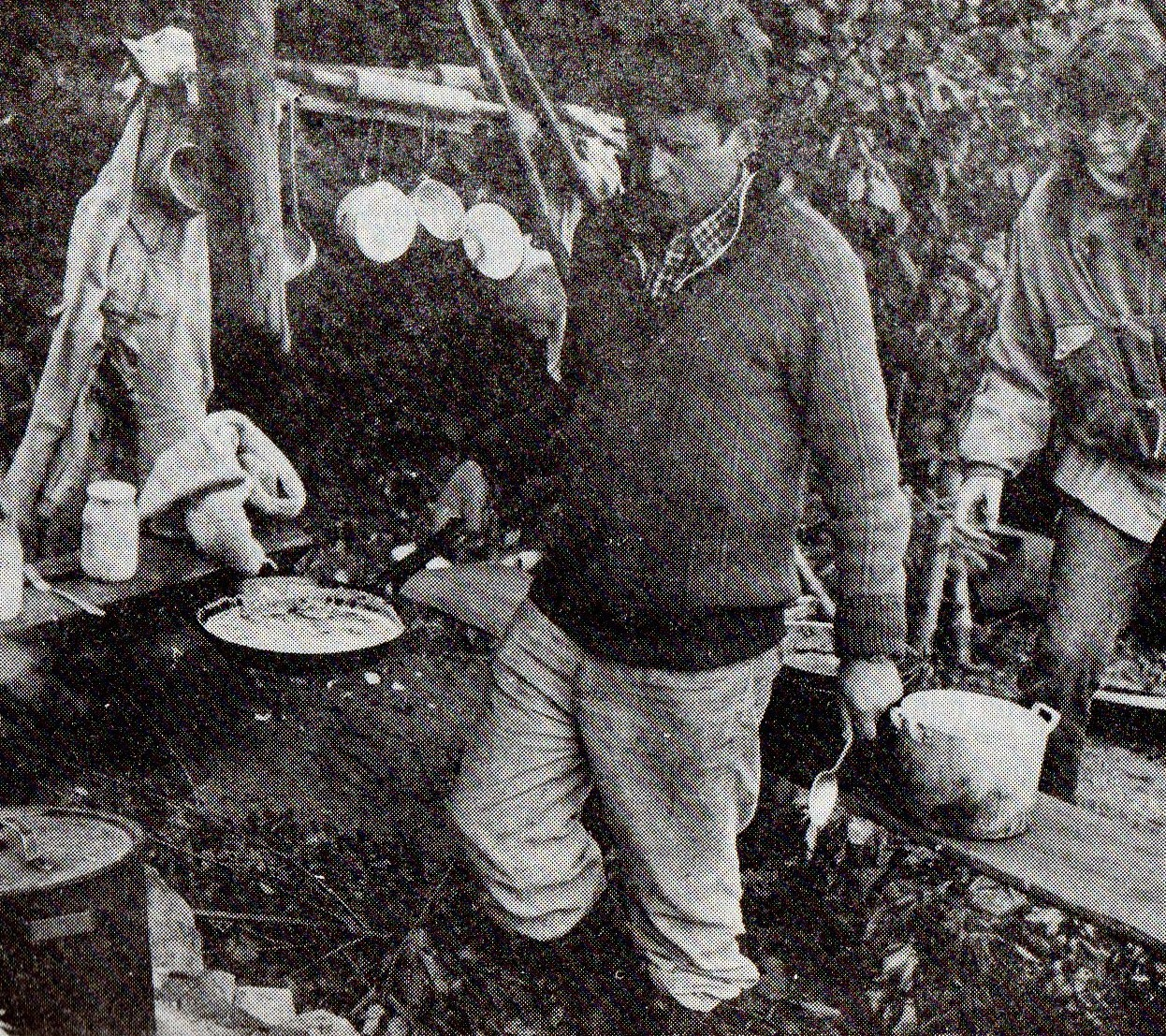
Leon Hojniak około 1988

Leon Hojniak – polski nauczyciel i krajoznawca, Przodownik Turystyki Pieszej PTTK, przewodnik po Dolnym Śląsku, Strażnik Ochrony Przyrody i Społeczny Opiekun Zabytków. Wyróżniony medalem Nauczyciel Kraju Ojczystego.
Od 1958 w Związku Harcerstwa Polskiego. Od 1962 w PTTK. Od 1965 nauczyciel w Zespole Szkół Elektryczno-Mechanicznych w Legnicy. Od tego czasu stał się organizatorem turystyki, zwłaszcza młodzieżowej. Przygotowywał też odczyty i wystawy krajoznawcze. Jako pierwszy w Polsce utworzył klasy szkolne o profilu turystycznym (1976), a do programu nauczania wprowadził krajoznawstwo. Przeszkolił 283 organizatorów turystyki, 21 przodowników turystyki pieszej, dwóch kolarskiej, pięciu przewodników terenowych po Dolnym Śląsku i dwóch przewodników beskidzkich. Był pomysłodawcą: Rajdu Szlakami II Armii Wojska Polskiego, Spotkań Pokoleń na Szlaku II Armii Wojska Polskiego, rajdów z okazji wyzwolenia Legnicy i spotkań z piosenką turystyczną w tym mieście. Z jego inicjatywy wytyczono i wyznakowano szlaki turystyczne: Szlak Polskiej Miedzi (niebieski) z Głogowa do Złotoryi i Szlak Motorowy II Armii Wojska Polskiego. Od 1981 był członkiem Rady ds. Turystyki Szkolnej przy Zarządzie Głównym PTTK.